# شهرستان کوپیا
شهرستان کوپیا (به انگلیسی: Copiah County) یک منطقهٔ مسکونی در ایالات متحده آمریکا است که در میسیسیپی واقع شده‌است. شهرستان کوپیا ۲٬۰۱۷٫۶۱ کیلومتر مربع مساحت و ۲۹٬۴۴۹ نفر جمعیت دارد.